# Karol Sevilla
Karol Sevilla, születési nevén Karol Itzitery Piña Cisneros (Mexikó, Mexikóváros, 1999. november 9. –) mexikói színésznő és énekes. Ismeretséget a La rosa de Guadalupe c. sorozatban szerzett, ahol különböző szerepeket játszott, majd a Soy Luna sorozat főszereplőjeként vált ismertté. YouTube-csatornájának 2020 márciusában több mint 8,3 millió követője volt.

## Magánélete
Mexikóvárosban született és van egy bátyja (Mauricio Cisneros). 2006-tól 2008-ig a CEA-ba (Centro de Educación Artística ) járt.
Apja Francisco Javier Piña Rosales, anyja Carolina Cinerosde csak az anyjával és a mostohaapjával lakik. Jelenleg unokatestvére Montse Cisneros is velük él.

## Karrierje
Karrierjét tévéreklámokban kezdte 6 éves korában, ezután a Amorcito corazón, Como dice el dicho és a La rosa de Guadalupe sorozatban játszott szerepet. 2008-tól 2014-ig színházi előadásokon is fellépett (pl. Óz, a csodák csodája). A Disney Channel Soy Luna című sorozatában Luna Valentét, a sorozat főszereplőjét alakította. 
2019-ben a Pequeños Gigantesban szerepelt.

## Filmográfia

### Film
| Év   | Magyar cím            | Eredeti cím               | Szerep                        | Magyar hang |
| ---- | --------------------- | ------------------------- | ----------------------------- | ----------- |
| 2018 | Ralph lezúzza a netet | Ralph Breaks The Internet | Dani Fernández (spanyol hang) |             |
| 2008 |                       | Spam                      | Sofía                         |             |

### Televízió
| Év         | Magyar cím     | Eredeti cím                   | Szerep                              | Megjegyzések                           |
| ---------- | -------------- | ----------------------------- | ----------------------------------- | -------------------------------------- |
| 2022–      | Mindig csak én | Siempre fui yo                | Lupe Díaz                           | főszereplő magyar hangja Pekár Adrienn |
| 2021       |                | Soy Luna: El último concierto | Luna Valente                        | különkiadás                            |
| 2019       |                | Pequeños gigantes             | önmaga                              | zsűri                                  |
| 2017       |                | Junior Express                | Angie                               | 1 epizód                               |
| 2016–2018  | Soy Luna       | Soy Luna                      | Luna Valente                        | főszereplő magyar hangja Györke Laura  |
| 2012, 2014 |                | Como dice el dicho            | Tatis, Renata                       | 2 epizód                               |
| 2011       |                | Amorcito corazón              | María Luz "Marilu" Lobo Ballesteros | 1 epizód                               |
| 2010–2011  |                | Para volver a amar            | Monse                               | 4 epizód                               |
| 2009       |                | Mujeres asesinas              | Cecília gyerekként                  | 1 epizód                               |
| 2008–2015  |                | La rosa de Guadalupe          | különböző karakterek                | 11 epizód                              |
| 2006       | Szezám utca    | Sesame Street                 | Extra                               | 1 epizód                               |

## Fordítás
- Ez a szócikk részben vagy egészben  a   Karol Sevilla című angol Wikipédia-szócikk ezen változatának fordításán alapul.  Az eredeti cikk szerkesztőit annak laptörténete sorolja fel. Ez a jelzés csupán a megfogalmazás eredetét és a szerzői jogokat jelzi, nem szolgál a cikkben szereplő információk forrásmegjelöléseként.
- Ez a szócikk részben vagy egészben  a   Karol Sevilla című spanyol Wikipédia-szócikk ezen változatának fordításán alapul.  Az eredeti cikk szerkesztőit annak laptörténete sorolja fel. Ez a jelzés csupán a megfogalmazás eredetét és a szerzői jogokat jelzi, nem szolgál a cikkben szereplő információk forrásmegjelöléseként.